# Chonchon
Chonchon là một kun, hay huyện, ở trung bộ tỉnh Changan, Bắc Triều Tiên. Trước đây thuộc Kanggye, đơn vị này đã được lập thành một huyện riêng năm 1949. Địa hình huyện này núi noi, đỉnh cao nhất là Sungjoksan, 1984 m trên mực nước biển. Dãy núi Chogyuryong chạy qua the phía đông huyện.